# Camporeale
Camporeale település Olaszországban, Szicília régióban, Palermo megyében. Lakosainak száma 2990 fő (2023. január 1.). Camporeale Alcamo, Monreale és San Giuseppe Jato községekkel határos.

## Népesség
A település népességének változása:
| Lakosok száma | 3294 | 3238 | 2990 |
|               | 2017 | 2018 | 2023 |